# عدوان (إسلام)
العدوان اصطلاحًا: قال الراغب الأصفهاني: (العُدْوَان: الإخلال بالعدالة في المعاملة). وقال المناويُّ: (العُدْوَان: سوء الاعتداء في قول أو فعل أو حال).

## المعنى اللغوي

### الفرق بين العدوان وبعض الصفات المشتبهة
- الفرق بين العُدْوَان والظُّلم:

قال ابن رجب: (وقد يُفَرَّق بين الظُّلم والعُدْوَان: بأنَّ الظُّلم ما كان بغير حقٍّ بالكلِّيَّة، كأخذ مال بغير استحقاق لشيء منه، وقتل نفس لا يحلُّ قتلها، وأما العُدْوَان: فهو مجاوزة الحدود وتعدِّيها فيما أصله مباح، مثل أن يكون له على أحد حقٌّ مِن مالٍ أو دمٍ أو عرضٍ فيستوفي أكثر منه، فهذا هو العُدْوَان، وهو تجاوز ما يجوز أخذه، فيأخذ ما له أخذه وما ليس له أخذه..).
- الفرق بين العُدْوَان والبغي:

قال أبو البقاء الكفوي: (والعُدْوَان: تجاوز المقدار المأمور به بالانتهاء إليه والوقوف عنده، وعلى ذلك ((فَمَنِ اعْتَدَى عَلَيْكُمْ فَاعْتَدُواْ عَلَيْهِ)) [البقرة: 194] والبغي: طلب تجاوز قَدْرِ الاستحقاق -تجاوزه أو لم يتجاوزه-، ويستعمل في المتكَبِّر).
- الفرق بين العُدْوَان والإثم:

قال أبو هلال العسكري: (الإثم: الجُرْم كائنًا ما كان. والعُدْوَان: الظُّلم. قاله الطبرسي، وعلى هذا فقوله تعالى: ((يُسَارِعُونَ فِي الإِثْمِ وَالْعُدْوَانِ)) [المائدة: 62] مِن عطف الخاص على العام.
قال الراغب الأصفهاني: (الإثم أعمُّ مِن العُدْوَان).
- الفرق بين العُدْوَان والطُّغيان:

قال أبو البقاء الكفوي: (الطُّغيان: هو تجاوز الحدِّ الذي كان عليه مِن قبل، وعلى ذلك ((إِنَّا لَمَّا طَغَى الْمَاء)) [الحاقة: 11] والعُدْوَان: تجاوز المقدار المأمور به بالانتهاء إليه والوقوف عنده، وعلى ذلك (فَمَنِ اعْتَدَى عَلَيْكُمْ فَاعْتَدُواْ عَلَيْهِ) [البقرة: 194]).

## ذم العدوان

### في القرآن الكريم
وردت العديد من الآيات في القرآن تذم العدوان وتحذر منه:
- سورة المجادلة الآية 9: ﴿يَا أَيُّهَا الَّذِينَ آمَنُوا إِذَا تَنَاجَيْتُمْ فَلَا تَتَنَاجَوْا بِالْإِثْمِ وَالْعُدْوَانِ وَمَعْصِيَةِ الرَّسُولِ وَتَنَاجَوْا بِالْبِرِّ وَالتَّقْوَى وَاتَّقُوا اللَّهَ الَّذِي إِلَيْهِ تُحْشَرُونَ ۝٩﴾ [المجادلة:9]

- سورة المائدة الآية 62 :﴿وَتَرَى كَثِيرًا مِنْهُمْ يُسَارِعُونَ فِي الْإِثْمِ وَالْعُدْوَانِ وَأَكْلِهِمُ السُّحْتَ لَبِئْسَ مَا كَانُوا يَعْمَلُونَ ۝٦٢﴾ [المائدة:62]، قال ابن كثير في تفسيره للآية: (أي: يبادرون إلى ذلك مِن تعاطي المآثم والمحارم، والاعتداء على النَّاس، وأكلهم أموالهم بالباطل، لَبِئْسَ مَا كَانُواْ يَعْمَلُونَ أي: لبئس العمل كان عملهم، وبئس الاعتداء اعتداؤهم).[7]

- سورة المائدة الآية 2: ﴿وَتَعَاوَنُواْ عَلَى الْبرِّ وَالتَّقْوَى وَلاَ تَعَاوَنُواْ عَلَى الإِثْمِ وَالْعُدْوَانِ﴾. يقول الطَّبري: (وَالْعُدْوَانِ يقول: ولا على أن تتجاوزوا ما حدَّ الله لكم في دينكم، وفرض لكم في أنفسكم وفي غيركم).[8]

- سورة المائدة الآية 87: ﴿يَا أَيُّهَا الَّذِينَ آمَنُوا لَا تُحَرِّمُوا طَيِّبَاتِ مَا أَحَلَّ اللَّهُ لَكُمْ وَلَا تَعْتَدُوا إِنَّ اللَّهَ لَا يُحِبُّ الْمُعْتَدِينَ ۝٨٧﴾ [المائدة:87]. يقول أبو جعفر: يقول تعالى ذكره: يا أيها الذين صدَّقوا الله ورسوله، وأقرُّوا بما جاءهم به نبيُّهم ﷺ أنه حق من عند الله "لا تحرّموا طيبات ما أحل الله لكم"، يعني بـ"الطيبات"، اللذيذات التي تشتهيها النفوس، وتميل إليها القلوب، فتمنعوها إيّاها، كالذي فعله القسِّيسون والرُّهبان، فحرَّموا على أنفسِهم النساءَ والمطاعمَ الطيَّبة، والمشاربَ اللذيذة، وحَبس في الصَّوامع بعضُهم أنفسَهم، وساحَ في الأرض بعضهم. يقول تعالى ذكره: فلا تفعلوا أيُّها المؤمنون، كما فعل أولئك، ولا تعتدُوا حدَّ الله الذي حدَّ لكم فيما أحلَّ لكم وفيما حرم عليكم، فتجاوزوا حدَّه الذي حدَّه، فتخالفوا بذلك طاعته، فإن الله لا يحبُّ من اعتدى حدَّه الذي حدّه لخلقه، فيما أحل لهم وحرَّم عليهم.[9]

- سورة البقرة الآية 178: ﴿يَا أَيُّهَا الَّذِينَ آمَنُوا كُتِبَ عَلَيْكُمُ الْقِصَاصُ فِي الْقَتْلَى الْحُرُّ بِالْحُرِّ وَالْعَبْدُ بِالْعَبْدِ وَالْأُنْثَى بِالْأُنْثَى فَمَنْ عُفِيَ لَهُ مِنْ أَخِيهِ شَيْءٌ فَاتِّبَاعٌ بِالْمَعْرُوفِ وَأَدَاءٌ إِلَيْهِ بِإِحْسَانٍ ذَلِكَ تَخْفِيفٌ مِنْ رَبِّكُمْ وَرَحْمَةٌ فَمَنِ اعْتَدَى بَعْدَ ذَلِكَ فَلَهُ عَذَابٌ أَلِيمٌ ۝١٧٨﴾ [البقرة:178] يقول إبن كثير: "يقول تعالى: (كتب عليكم) العدل في القصاص أيها المؤمنون حركم بحركم، وعبدكم بعبدكم، وأنثاكم بأنثاكم، ولا تتجاوزوا وتعتدوا، كما اعتدى من قبلكم وغيروا حكم الله فيهم".[10]

- سورة الأعراف الآية 55: ﴿ادْعُوا رَبَّكُمْ تَضَرُّعًا وَخُفْيَةً إِنَّهُ لَا يُحِبُّ الْمُعْتَدِينَ ۝٥٥﴾ [الأعراف:55]

### في السنة النبوية
- في الصحيحين، عن أبي موسى الأشعري  قال: رفع الناس أصواتهم بالدعاء، فقال رسول الله ﷺ: "أيها الناس، اربعوا على أنفسكم; فإنكم لا تدعون أصم ولا غائبا، إن الذي تدعونه سميع قريب.[11]

- عن أبي هريرة أنَّ رسول الله ﷺ قال:المستبَّان ما قالا، فعلى البادئ، ما لم يعتد المظلوم.[12] قال النَّوويُّ: (معناه أنَّ إثم السُّباب الواقع مِن اثنين مختصٌّ بالبادئ منهما كلُّه، إلَّا أن يتجاوز الثَّاني قدر الانتصار، فيقول للبادئ أكثر ممَّا قال له).[13]

- عن عبد الله بن مغفل أنَّه سمع ابنه يقول: اللَّهمَّ إنِّي أسألك القصر الأبيض عن يمين الجنَّة إذا دخلتها. فقال: أي بني، سل الله الجنَّة، وتعوَّذ به مِن النَّار؛ فإنِّي سمعت رسول الله ﷺ يقول: إنَّه سيكون في هذه الأمَّة قوم يعتدون في الطُّهور والدُّعاء)).[14] قال القاري: (... ((قومٌ يعتدون)) -بتخفيف الدَّال-: يتجاوزون عن الحدِّ الشَّرعي... والاعتداء في الدُّعاء يكون مِن وجوهٍ كثيرة، والأصل فيه أن يتجاوز عن موقف الافتقار إلى بساط الانبساط، ويميل إلى أحد طرفي الإفراط والتَّفريط في خاصَّة نفسه، وفي غيره إذا دعا له أو عليه، والاعتداء في الطُّهور استعماله فوق الحاجة، والمبالغة في تحرِّي طهوريته حتى يفضي إلى الوساوس).[15]

- عن عائشة رضي الله عنها:((أتى النَّبيَّ ﷺ أناس مِن اليهود، فقالوا: السَّام عليك يا أبا القاسم. قال: وعليكم. قالت عائشة: قلت: بل عليكم السَّام والذَّام. فقال رسول الله ﷺ: يا عائشة لا تكوني فاحشة. فقالت: ما سمعتَ ما قالوا؟ فقال: أوليس قد رددت عليهم الذي قالوا؟ قلتُ: وعليكم)).[16] والفحش هنا هو عدوان الجواب.

### في كتب العلماء
- كتب الفضل بن يحيى إلى عامل له: (بئس الزَّاد إلى المعاد العُدْوَانُ على العباد).[17]
- كتب عمر بن عبد العزيز إلى بعض عمَّاله: (إن قَدَرت أن تكون في العدل والإحسان والإصلاح كقَدْر مَن كان قبلك في الجور والعُدْوَان والظُّلم فافعل، ولا حول ولا قوَّة إلَّا بالله).[18]
- عن أيوب قال: (مَرَّ ابن عمر برجل يكيل كيلًا كأنَّه يعتدي فيه، فقال له: ويحك! ما هذا؟ فقال له: أمر الله بالوفاء. قال ابن عمر: ونهى عن العُدْوَان).[19]
- عن الرَّبيع قال: (سمعت الشَّافعي يقول: أنفع الذَّخائر التَّقوى، وأضرُّها العُدْوَان).[20]
- كتب عمر بن عبد العزيز إلى أهل الموسم: (أمَّا بعد: فإنِّي أُشهد الله، وأبرأ إليه في الشَّهر الحرام والبلد الحرام ويوم الحجِّ الأكبر أنِّي بريء مِن ظُلْم مَن ظلمكم، وعُدْوَان مَن اعتدى عليكم، أن أكون أمَرْت بذلك أو رضيته أو تعمَّدته، إلَّا أن يكون وهمًا منِّي، أو أمرًا خفي عليَّ لم أتعمَّده، وأرجو أن يكون ذلك موضوعًا عنِّي مغفورًا لي إذا علم منِّي الحرص والاجتهاد).[21]

## نتائج وعواقب العدوان
- عقوبة في الدنيا، يقول الله في سورة آل عمران: ﴿كُنْتُمْ خَيْرَ أُمَّةٍ أُخْرِجَتْ لِلنَّاسِ تَأْمُرُونَ بِالْمَعْرُوفِ وَتَنْهَوْنَ عَنِ الْمُنْكَرِ وَتُؤْمِنُونَ بِاللَّهِ وَلَوْ آمَنَ أَهْلُ الْكِتَابِ لَكَانَ خَيْرًا لَهُمْ مِنْهُمُ الْمُؤْمِنُونَ وَأَكْثَرُهُمُ الْفَاسِقُونَ ۝١١٠ لَنْ يَضُرُّوكُمْ إِلَّا أَذًى وَإِنْ يُقَاتِلُوكُمْ يُوَلُّوكُمُ الْأَدْبَارَ ثُمَّ لَا يُنْصَرُونَ ۝١١١ ضُرِبَتْ عَلَيْهِمُ الذِّلَّةُ أَيْنَ مَا ثُقِفُوا إِلَّا بِحَبْلٍ مِنَ اللَّهِ وَحَبْلٍ مِنَ النَّاسِ وَبَاءُوا بِغَضَبٍ مِنَ اللَّهِ وَضُرِبَتْ عَلَيْهِمُ الْمَسْكَنَةُ ذَلِكَ بِأَنَّهُمْ كَانُوا يَكْفُرُونَ بِآيَاتِ اللَّهِ وَيَقْتُلُونَ الْأَنْبِيَاءَ بِغَيْرِ حَقٍّ ذَلِكَ بِمَا عَصَوْا وَكَانُوا يَعْتَدُونَ ۝١١٢﴾ [آل عمران:110–112]
- عقوبة الآخرة، يقول الله في سورة ق: ﴿أَلْقِيَا فِي جَهَنَّمَ كُلَّ كَفَّارٍ عَنِيدٍ ۝٢٤ مَنَّاعٍ لِلْخَيْرِ مُعْتَدٍ مُرِيبٍ ۝٢٥﴾
- يحرم من محبة الله، يقول الله في سورة الأعراف: ﴿ادْعُوا رَبَّكُمْ تَضَرُّعًا وَخُفْيَةً إِنَّهُ لَا يُحِبُّ الْمُعْتَدِينَ ۝٥٥﴾ [الأعراف:55]
- مكروه من الناس لاعتدائه على حقوقهم.
- تقطيع الصلات، فاعتداء الناس بعضهم على بعضٍ يورث في قلوبهم جفاءً لبعضهم.
- صعوبة حل المشاكل، فالاعتداء بمضاعفة العقوبة أو مضاعفة الشتيمة وردها بأضعافها، وكان المتخاصمان من شيمهما الاعتداء كبرت المشكلة من مشكلة بسيطة حتى كبيرة.

## أسباب الوقوع في العدوان
- عدم طاعة أوامر الله والخوف منه، يقول الله في سورة البقرة: ﴿يَا أَيُّهَا الَّذِينَ آمَنُوا كُتِبَ عَلَيْكُمُ الْقِصَاصُ فِي الْقَتْلَى الْحُرُّ بِالْحُرِّ وَالْعَبْدُ بِالْعَبْدِ وَالْأُنْثَى بِالْأُنْثَى فَمَنْ عُفِيَ لَهُ مِنْ أَخِيهِ شَيْءٌ فَاتِّبَاعٌ بِالْمَعْرُوفِ وَأَدَاءٌ إِلَيْهِ بِإِحْسَانٍ ذَلِكَ تَخْفِيفٌ مِنْ رَبِّكُمْ وَرَحْمَةٌ فَمَنِ اعْتَدَى بَعْدَ ذَلِكَ فَلَهُ عَذَابٌ أَلِيمٌ ۝١٧٨﴾ [البقرة:178]

- الانقياد للهوى، يقول الله في سورة الأنعام: ﴿وَمَا لَكُمْ أَلَّا تَأْكُلُوا مِمَّا ذُكِرَ اسْمُ اللَّهِ عَلَيْهِ وَقَدْ فَصَّلَ لَكُمْ مَا حَرَّمَ عَلَيْكُمْ إِلَّا مَا اضْطُرِرْتُمْ إِلَيْهِ وَإِنَّ كَثِيرًا لَيُضِلُّونَ بِأَهْوَائِهِمْ بِغَيْرِ عِلْمٍ إِنَّ رَبَّكَ هُوَ أَعْلَمُ بِالْمُعْتَدِينَ ۝١١٩﴾ [الأنعام:119]

- الخمر والميسر، يقول الله في في سورة المائدة: ﴿يَا أَيُّهَا الَّذِينَ آمَنُوا إِنَّمَا الْخَمْرُ وَالْمَيْسِرُ وَالْأَنْصَابُ وَالْأَزْلَامُ رِجْسٌ مِنْ عَمَلِ الشَّيْطَانِ فَاجْتَنِبُوهُ لَعَلَّكُمْ تُفْلِحُونَ ۝٩٠ إِنَّمَا يُرِيدُ الشَّيْطَانُ أَنْ يُوقِعَ بَيْنَكُمُ الْعَدَاوَةَ وَالْبَغْضَاءَ فِي الْخَمْرِ وَالْمَيْسِرِ وَيَصُدَّكُمْ عَنْ ذِكْرِ اللَّهِ وَعَنِ الصَّلَاةِ فَهَلْ أَنْتُمْ مُنْتَهُونَ ۝٩١﴾ [المائدة:90–91]

- الحقد والكره.

- سوء التربية.

- صديق السوء يقول الله في سورة الزخرف: ﴿وَمَنْ يَعْشُ عَنْ ذِكْرِ الرَّحْمَنِ نُقَيِّضْ لَهُ شَيْطَانًا فَهُوَ لَهُ قَرِينٌ ۝٣٦ وَإِنَّهُمْ لَيَصُدُّونَهُمْ عَنِ السَّبِيلِ وَيَحْسَبُونَ أَنَّهُمْ مُهْتَدُونَ ۝٣٧ حَتَّى إِذَا جَاءَنَا قَالَ يَا لَيْتَ بَيْنِي وَبَيْنَكَ بُعْدَ الْمَشْرِقَيْنِ فَبِئْسَ الْقَرِينُ ۝٣٨﴾ [الزخرف:36–38]

## المباح من العدوان
يباح مِن العُدْوَان الرَّدُّ على المبتدئ به على سبيل مُجازاته، يقول الله في سورة البقرة ﴿الشَّهْرُ الْحَرَامُ بِالشَّهْرِ الْحَرَامِ وَالْحُرُمَاتُ قِصَاصٌ فَمَنِ اعْتَدَى عَلَيْكُمْ فَاعْتَدُوا عَلَيْهِ بِمِثْلِ مَا اعْتَدَى عَلَيْكُمْ وَاتَّقُوا اللَّهَ وَاعْلَمُوا أَنَّ اللَّهَ مَعَ الْمُتَّقِينَ ۝١٩٤﴾ [البقرة:194].
- قال الطَّبري: (فالعُدْوَان الأوَّل ظُلْمٌ، والثَّاني جزاءٌ لا ظُلْم، بل هو عدلٌ؛ لأنَّه عقوبةً للظَّالم على ظلمه، وإن وافق لفظه لفظ الأوَّل).[22]
- قال السَّمعاني: (وإنَّما سمَّى الجزاء على الظُّلم: اعتداء، على ازدواج الكلام، ومثله قوله تعالى: ((وَجَزَاء سَيِّئَةٍ سَيِّئَةٌ مِّثْلُهَا)) [الشُّورى:40] وتقول العرب: ظلمني فلان فظلمته، أي: جازيته على الظُّلم. ويقال: جهل فلان عليَّ فجهلت عليه).[23]
- قال الرَّاغب: (أي: قابلوه بحسب اعتدائه، وتجاوزوا إليه بحسب تجاوزه... ومِن العُدْوَان الذي هو على سبيل المجازاة، ويصحُّ أن يُتعاطى مع مَن ابتدأ، قوله: (فَلاَ عُدْوَانَ إِلاَّ عَلَى الظَّالِمِينَ) [البقرة: 193].[24]

## علاج العدوان
- الصحبة الصالحة: قال رسول الله ﷺ: (الرجل على دين خليله، فلينظر أحدكم من يخالل).[25]
- معرفة عواقب العدوان السيئة في الدنيا والآخرة
- مجاهدة النفس وتزكيتها، يقول الله في سورة الأعلى: ﴿وَإِنَّا إِلَى رَبِّنَا لَمُنْقَلِبُونَ ۝١٤ وَجَعَلُوا لَهُ مِنْ عِبَادِهِ جُزْءًا إِنَّ الْإِنْسَانَ لَكَفُورٌ مُبِينٌ ۝١٥ أَمِ اتَّخَذَ مِمَّا يَخْلُقُ بَنَاتٍ وَأَصْفَاكُمْ بِالْبَنِينَ ۝١٦ وَإِذَا بُشِّرَ أَحَدُهُمْ بِمَا ضَرَبَ لِلرَّحْمَنِ مَثَلًا ظَلَّ وَجْهُهُ مُسْوَدًّا وَهُوَ كَظِيمٌ ۝١٧﴾ [الزخرف:14–17]
- عدم مقابلة العدوان بالعدوان: عَنْ عَبْدِ اللَّهِ بْنِ عَمْرٍو رضي الله عنه قَالَ: قَالَ رَسُولُ اللَّهِ ﷺ: (إِنَّ مِنْ أَكْبَرِ الْكَبَائِرِ أَنْ يَلْعَنَ الرَّجُلُ وَالِدَيْهِ». قِيلَ يَا رَسُولَ اللَّهِ وَكَيْفَ يَلْعَنُ الرَّجُلُ وَالِدَيْهِ قَالَ: «يَسُبُّ الرَّجُلُ أَبَا الرَّجُلِ، فَيَسُبُّ أَبَاهُ، وَيَسُبُّ أَمَّهُ).[26]
- الإيمان بالآخرة والرغبة بها، بحيث تغلب هوى نفسه، يقول الله في سورة القصص: ﴿تِلْكَ الدَّارُ الْآخِرَةُ نَجْعَلُهَا لِلَّذِينَ لَا يُرِيدُونَ عُلُوًّا فِي الْأَرْضِ وَلَا فَسَادًا وَالْعَاقِبَةُ لِلْمُتَّقِينَ ۝٨٣﴾ [القصص:83]
- ترك المحرمات وخصوصًا الخمر والميسر: قال تعالى في سورة المائدة: ﴿يَا أَيُّهَا الَّذِينَ آمَنُوا إِنَّمَا الْخَمْرُ وَالْمَيْسِرُ وَالْأَنْصَابُ وَالْأَزْلَامُ رِجْسٌ مِنْ عَمَلِ الشَّيْطَانِ فَاجْتَنِبُوهُ لَعَلَّكُمْ تُفْلِحُونَ ۝٩٠ إِنَّمَا يُرِيدُ الشَّيْطَانُ أَنْ يُوقِعَ بَيْنَكُمُ الْعَدَاوَةَ وَالْبَغْضَاءَ فِي الْخَمْرِ وَالْمَيْسِرِ وَيَصُدَّكُمْ عَنْ ذِكْرِ اللَّهِ وَعَنِ الصَّلَاةِ فَهَلْ أَنْتُمْ مُنْتَهُونَ ۝٩١﴾ [المائدة:90–91]
- ذكر الله، والدعاء، يقول الله في سورة الأعراف: ﴿إِنَّ الَّذِينَ اتَّقَوْا إِذَا مَسَّهُمْ طَائِفٌ مِنَ الشَّيْطَانِ تَذَكَّرُوا فَإِذَا هُمْ مُبْصِرُونَ ۝٢٠١﴾ [الأعراف:201]

## أقوال وأشعار في ذم العدوان
- قيل: مَن طال عُدْوَانه زال سلطانه.

- قيل: مَن جمح به العُدْوَان، جنح عليه الإخوان.[27]

- قال الشوكانيُّ:

- قال ابن الرومي:[28]

- قال أحمد محرَّم:

- وقال ابن وكيع التِّنِّيسيُّ:[29]